# 부곡중앙초등학교
부곡중앙초등학교는 대한민국 경기도 군포시 부곡동에 있는 공립 초등학교이다.

## 학교 연혁
- 2006.05.30 부곡중앙초등학교 설립
- 2007.08.07 부곡중앙초등학교 착공
- 2009.08.31 부곡중앙초등학교 준공
- 2010.03.01 부곡중앙초등학교 개교, 6학급 편성 (유치원 2학급 별도), 초대 김철진 교장 취임
- 2011.02.14 제 1회 졸업식 (69명)
- 2011.03.02 18학급 편성 (유치원 2학급, 특수학급 1학급 별도)
- 2012.02.14 제 2회 졸업식 (73명)
- 2012.03.02 22학급 편성 (유치원 2학급, 특수학급 1학급 별도)
- 2013.03.01 제 2대 고재형 교장 취임
- 2013.03.04 23학급 편성 (유치원 2학급, 특수학급 1학급 별도)

## 참고 자료
- 부곡중앙초등학교 - 한국교육학술정보원 학교알리미